# Messon
Messon település Franciaországban, Aube megyében. Lakosainak száma 470 fő (2022. január 1.). Messon Bucey-en-Othe, Fontvannes, Macey, Montgueux, Prugny és Torvilliers községekkel határos.

## Népesség
A település népességének változása:
| Lakosok száma | 188  | 258  | 302  | 402  | 463  | 467  | 466  | 466  | 467  | 470  |
|               | 1968 | 1982 | 1990 | 2006 | 2013 | 2015 | 2017 | 2019 | 2020 | 2022 |